# Polypodium cuspidatum
Polypodium cuspidatum là một loài thực vật có mạch trong họ Polypodiaceae. Loài này được D. Don miêu tả khoa học đầu tiên năm 1825.